# Union Island
Union Island ist eine der südlichsten Inseln des unabhängigen Inselstaats St. Vincent und die Grenadinen. Die in der Karibik gelegene Insel zählt geographisch zur Inselgruppe der Grenadinen.

## Geographie
Union Island ist 5,5 km lang, bis zu 2,5 km breit und hat eine Fläche von 8,4 km². Aufgrund ihrer vulkanischen Silhouette nennt man die Insel auch „Tahiti of the West Indies“. Umliegende Inseln sind die Tobago Cays, Mayreau, Palm Island und Petit St. Vincent. Der höchste Berg ist der Mount Taboi im Westen (304 m). Der Mount Parnassus hat eine Höhe von 275 Metern.
Hauptorte der Insel sind Clifton und Ashton. Zum Zeitpunkt der letzten Volkszählung (2012) lebten 2096 Einwohner auf Union Island.

## Geschichte
Auf die Ureinwohner, Arawak und Kariben, folgte die französische und britische Kolonialisation. Die Europäer brachten hunderte Afrikaner auf die Insel, hauptsächlich aus den Gebieten der heutigen Staaten Kamerun und Angola. Nach Abschaffung der Sklaverei lebten die Schwarzen von Landwirtschaft und Fischerei.

## Wirtschaft und Verkehr
Union Island verfügt über einen internationalen Flughafen, von dem aus die etwa 70 km nordnordöstlich gelegene Hauptinsel St. Vincent und einige andere Inseln der Grenadinen sowie Barbados, Grenada und Martinique angeflogen werden.
Charter von Yachten schafft heute einen Großteil der Arbeitsplätze. Es gibt aber auch zahlreiche Boutiquen und Supermärkte, Bars und Restaurants, Internet-Cafés sowie eine Tauchschule. Weiterhin findet man drei Hotels auf der Insel.

## Kultur
Zu Ostern findet alljährlich das „Easterval“ statt. Zu Beginn der Pflanzsaison gibt es einen alljährlichen Festtag, das Maroon-Festival. Es soll den zum Angießen der Pflanzen notwendigen Regen bescheren.

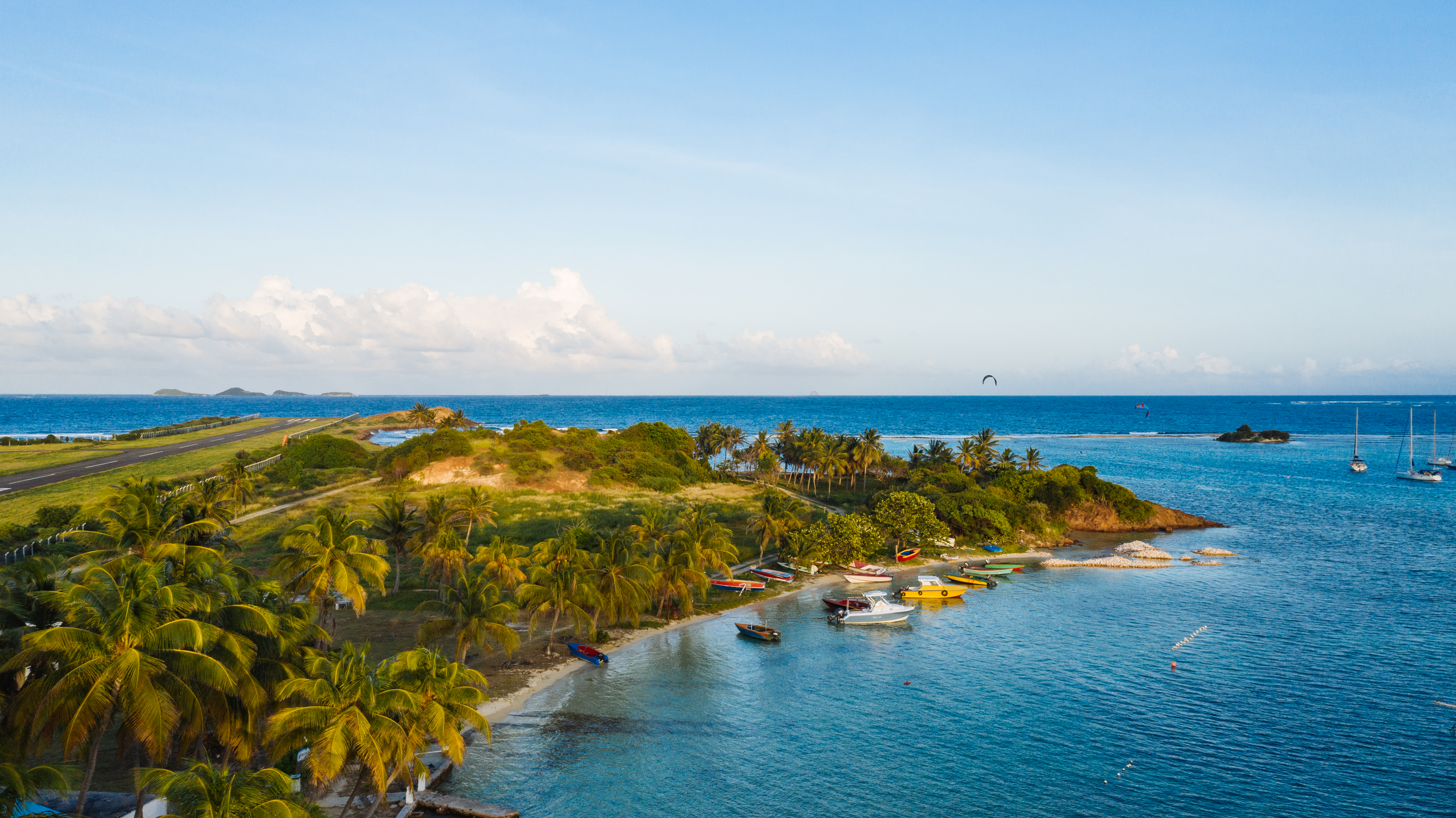
Strand auf Union Island
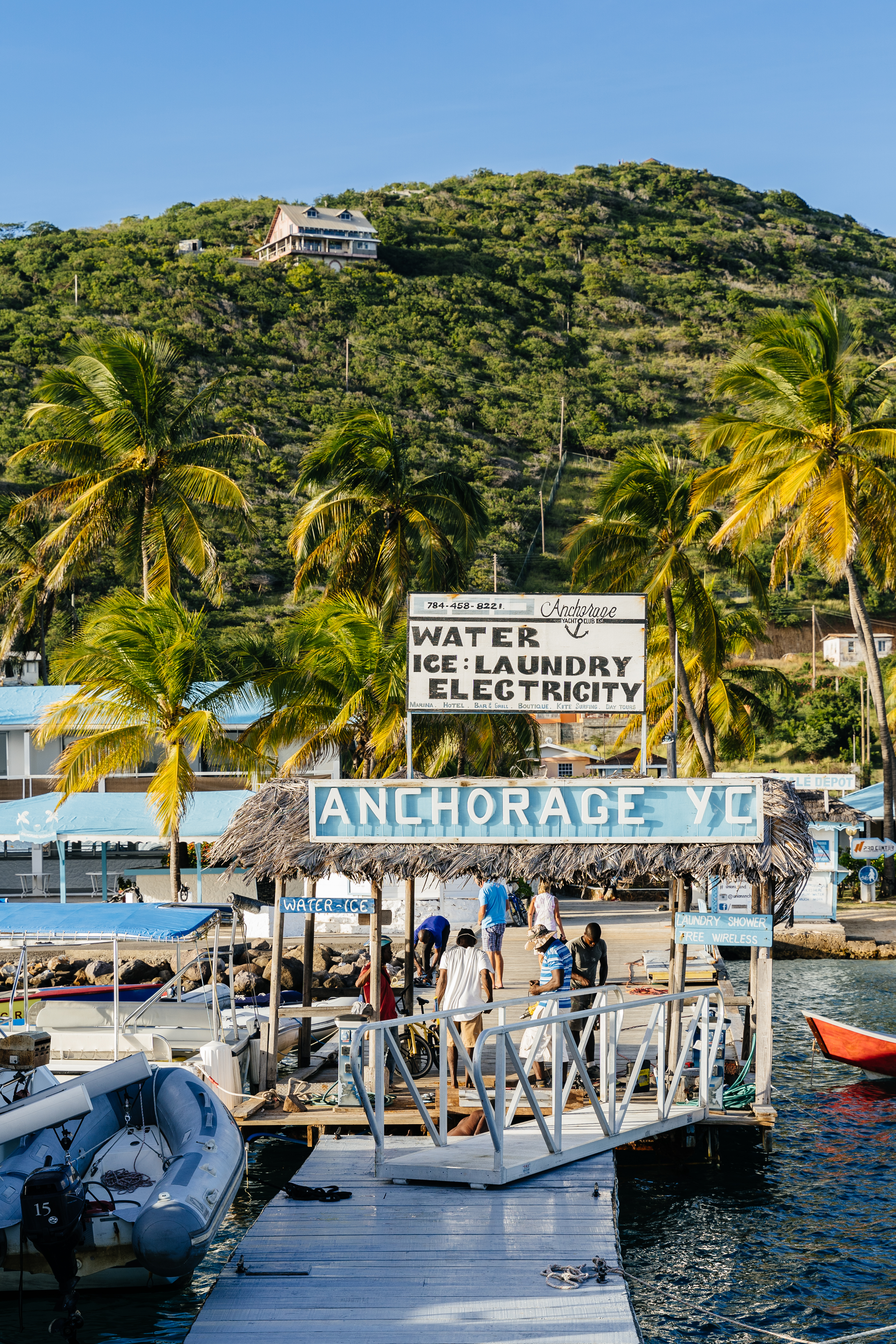
Steg des Anchorage Yacht Club am Hafen von Clifton
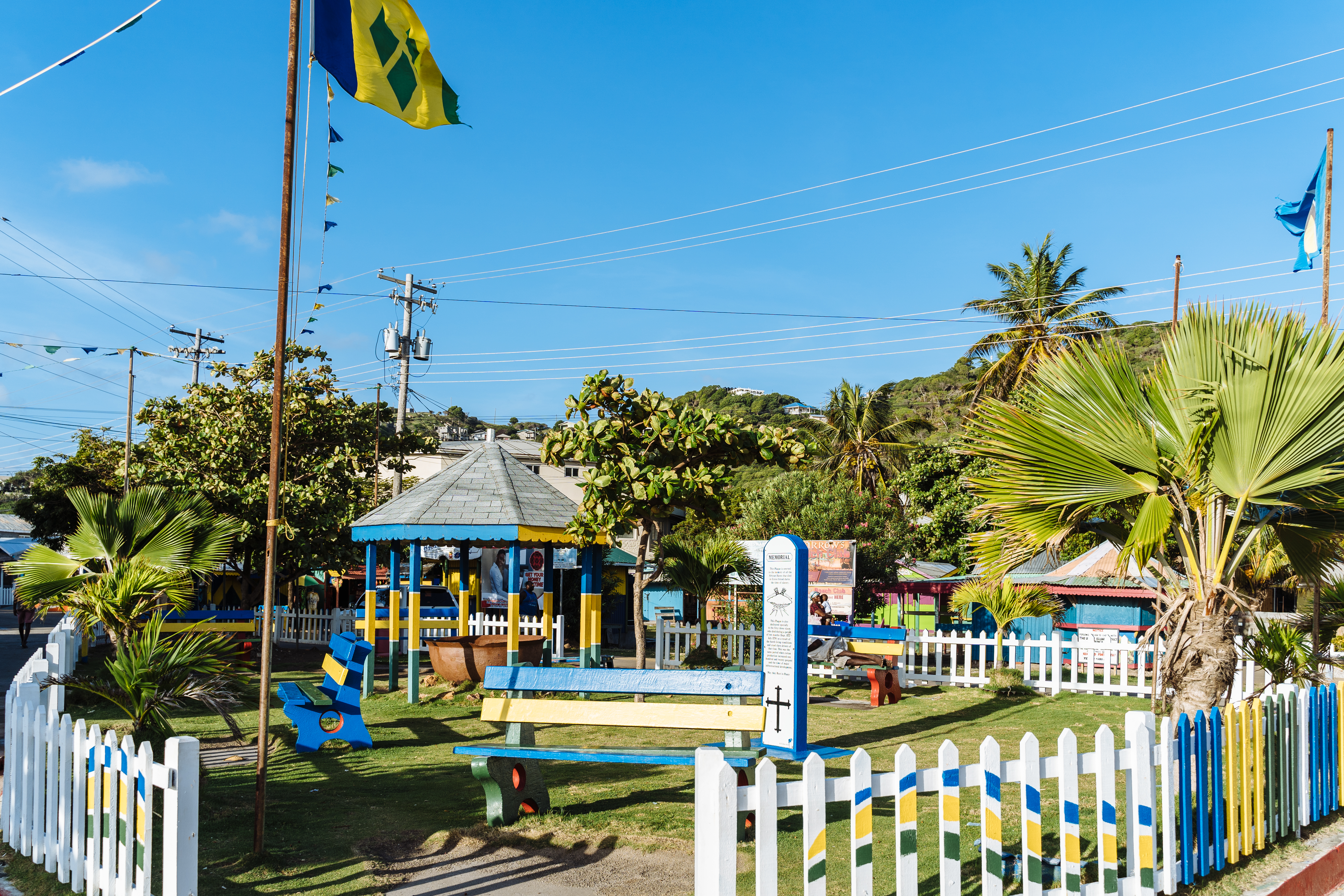
Denkmal auf dem zentralen Platz von Clifton
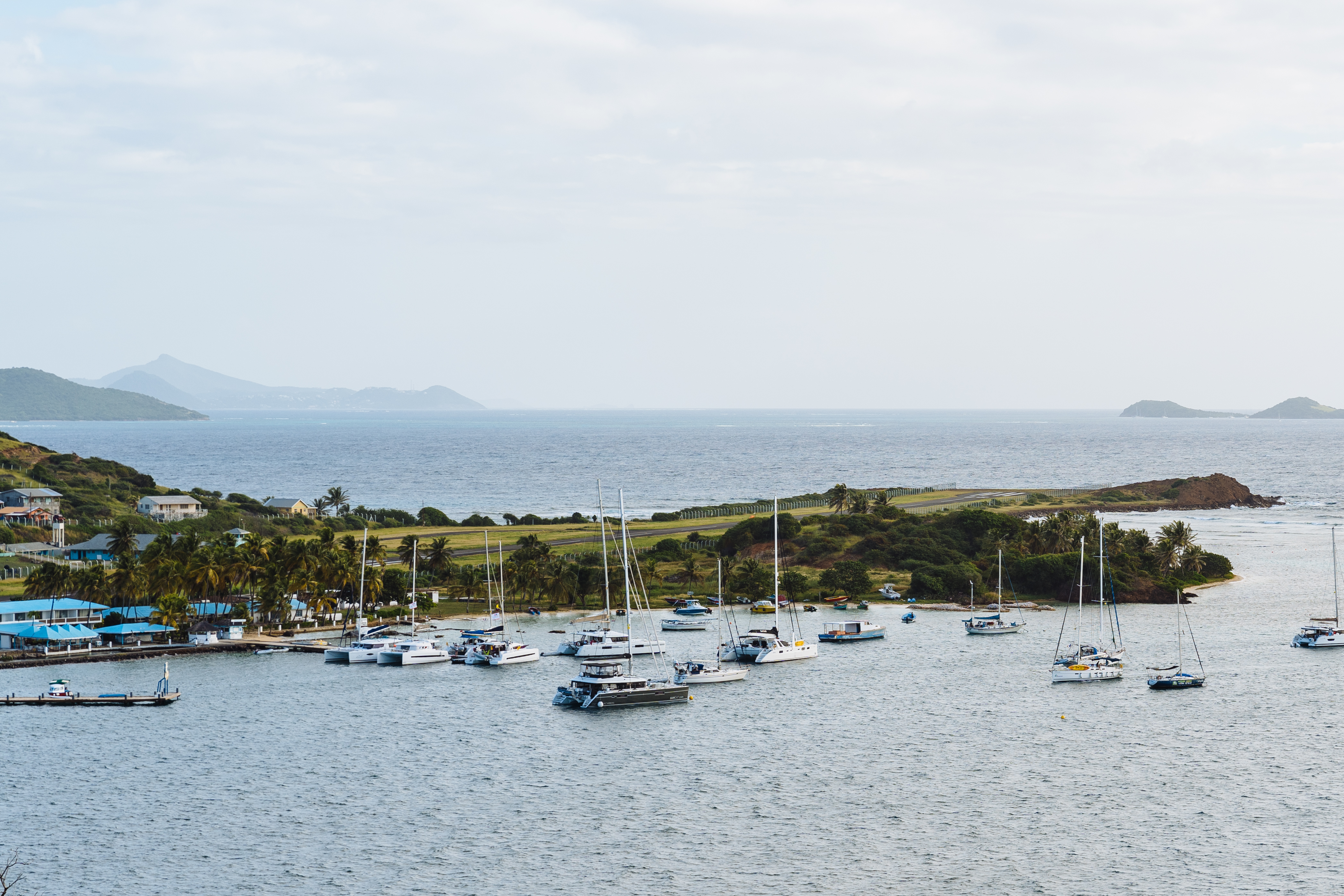
Union Island Flughafen